# Дороті Свейн Томас
До́роті Свейн То́мас (англ. Dorothy Swaine Thomas, 24 жовтня 1899 — 1 травня 1977) — американська соціолог і економіст. Вона була 42-м президентом Американської соціологічної асоціації і першою жінкою на цій посаді.

## Життя і кар'єра
Дороті народилася 24 жовтня 1899 року в Балтіморі, штат Меріленд, у родині Джона Найта і Сари Суайн Томас.
Дороті Томас отримала ступінь бакалавра в коледжі Барнард в 1922 році та здобула ступінь доктора філософії у Лондонській школі економіки в 1924 році. За свою роботу вона отримала медаль досліджень Хатчінсона.
Між 1924 і 1948 роками Дороті Томас займала науково-педагогічні посади в різних установах Сполучених Штатів і Європи, в тому числі в Каліфорнійському університеті, Берклі, Колумбійському коледжі вчителів, Федеральному резервному банку в Нью-Йорку і Інституті соціальних наук в університеті Стокгольма.
Разом з Вільямом І. Томасом вона написала книгу 1928 року «Дитина в Америці». У ній вони сформулювали теорему Томаса — соціологічну теорію. Вона вийшла заміж за Вільяма І. Томаса в 1935 році.
З 1948 року Дороті працювала в Університеті Пенсільванії, Уортон Школі, спочатку як перший професор Інституту соціологічних досліджень, пізніше як співдиректор або директор різних установ, зокрема й Центру досліджень населення. Серед її студентів була й Енн Р. Міллер, яка також багато років співпрацювала з Центром досліджень населення.
Основним напрямком досліджень Дороті Томас було зростання чисельності населення, зокрема його статистична сторона. Вона написала багатотомну роботу з Саймоном Кузнецем про розвиток населення і економіки США.
У 1942 році вона була обрана членом Американської статистичної асоціації.
У 1958-1959 була президентом Асоціації населення США.
Після виходу на пенсію в 1970 році вона отримала почесне звання доктора університету Пенсільванії.
Дороті Свейн Томас померла 1 травня 1977 року в місті Бетесда, штат Меріленд.

## Праці
- Вільям Томас, Дороті С. Томас: Дитина в Америці, Knopf, Нью-Йорк 1928
- Дороті С. Томас, Саймон Кузнець: Перерозподіл населення та економічне зростання: США, 1870—1950, 3 тт, Філадельфія 1957—1964
- Theresa Wobbe[de] & Claudia Honegger[de] (ред.): Жінки в соціології. Дев'ять портретів (sic) Бек, Мюнхен 1998. ISBN 3406392989